# Nordmark
La Nordmark fu una petroliera tedesca, entrata in servizio il 6 gennaio 1939 nella Kriegsmarine. Servì come nave appoggio ai sommergibili tedeschi e italiani operanti nell'Atlantico. Quando le forze britanniche entrarono a Copenaghen nel maggio del 1945, fu acquisita dalla Royal Navy come riparazione; ribattezzata Northmark, rientrò in servizio, venendo prima ribattezzata HMS Bulawayo, e poi dismessa nel 1950 e smantellata nel 1955.